# Palude Moretto
Palude Moretto este o arie protejată (arie specială de conservare — SAC, sit de importanță comunitară — SCI) din Italia întinsă pe o suprafață de 39 ha, integral pe uscat.

## Localizare
Centrul sitului Palude Moretto este situat la coordonatele 45°53′51″N 13°09′53″E / 45.8975°N 13.1647°E.

## Înființare
Situl Palude Moretto a fost declarat sit de importanță comunitară în septembrie 1995 pentru a proteja 3 specii de plante și 21 de specii de animale. Situl a fost protejat și ca arie specială de conservare în octombrie 2013.

## Biodiversitate
Situată în ecoregiunea continentală, aria protejată conține 6 habitate naturale: Mlaștini alcaline, Pajiști cu Molinia pe soluri calcaroase, turboase sau argilos-nămoloase (Molinion caeruleae), Mlaștini calcaroase cu Cladium mariscus și specii de Caricion davallianae, Liziere de ierburi înalte hidrofile de câmpie și de nivel montan până la alpin, Păduri aluvionare cu Alnus glutinosa și Fraxinus excelsior (Alno-Padion, Alnion incanae, Salicion albae), Cursuri de apă de la nivel de câmpie la nivel montan, cu vegetație Ranunculion fluitantis și Callitricho-Batrachion.
La baza desemnării sitului se află mai multe specii protejate:
- plante (3): Erucastrum palustre, Euphrasia marchesettii, Gladiolus palustris
- păsări (13): privighetoare-de-baltă (Acrocephalus melanopogon), pescăruș albastru (Alcedo atthis), egretă mare (Ardea alba), erete vânăt (Circus cyaneus), erete cenușiu (Circus pygargus), gușă vânătă (Cyanecula svecica), egretă mică (Egretta garzetta), stârc pitic (Ixobrychus minutus), sfrâncioc roșiatic (Lanius collurio), pescăruș-cu-cap-negru (Larus melanocephalus), cormoran mic (Microcarbo pygmaeus), stârc de noapte (Nycticorax nycticorax), cresteț pestriț (Porzana porzana)
- amfibieni (3): izvoraș-cu-burta-galbenă (Bombina variegata), Rana latastei, Triturus carnifex
- nevertebrate (3): rădașcă (Lucanus cervus), fluturele purpuriu (Lycaena dispar), Vertigo angustior
- pești (1): Cobitis bilineata
- reptile (1): țestoasa de baltă (Emys orbicularis)

Pe lângă speciile protejate, pe teritoriul sitului au mai fost identificate 7 specii de plante, 3 specii de amfibieni, 3 specii de mamifere, 3 specii de nevertebrate, 6 specii de reptile.